# Europski revizorski sud
Europski revizorski sud (ERS: eng. European Court of Auditors - ECA) vrhovna je revizorska institucija Europske unije. Sud je osnovan u Luxembourgu 1975. godine kao jedna od sedam institucija Europske unije. Ima 27 članova (jednog po državi članici) koje imenuje Vijeće EU-a na mandat od šest godina. Trenutačna hrvatska članica Europskog revizorskog suda je Ivana Maletić.
Revizija se temelji na odgovarajućoj dokumentaciji, a postupak revizije može se obaviti na cijelom području Unije. Kad se obavlja revizija na "terenu" pojedine države članice, onda se u postupak kontrole uključuju i nacionalna revizijska tijela. Revizorskom sudu moraju se dostaviti dokumenti i informacije nužne za obavljanje njegovih zadaća. Izvješće o rezultatima revizije Revizorski sud dostavlja svim tijelima, prije svega Europskom parlamentu i Vijeću EU-a koji u skladu s izvješćem poduzimaju odgovarajuće radnje.

## Poveznice
- Europska unija
- Institucije Europske unije